# Yi (rivière)
Le Yi ou Yi He (chinois : 伊河 ; pinyin : yī hé ; litt. « rivière Yi ») est une rivière de Chine et un affluent de la Rivière Luo donc un sous-affluent du fleuve Jaune, situé dans la province du Henan. Elle était fréquemment appelée Yishui (伊水, yī shuǐ, « eau yi ») dans l'Antiquité.

## Géographie
La rivière prend sa source dans le xian de Luanchuan, puis traverse les xians de Song et Yichuan avant d'entrer dans la ville de Luoyang. Il rejoint la Rivière Luo.
La longueur totale de la rivière est de 368 kilomètres et il a un bassin versant de 6 100 kilomètres carrés.

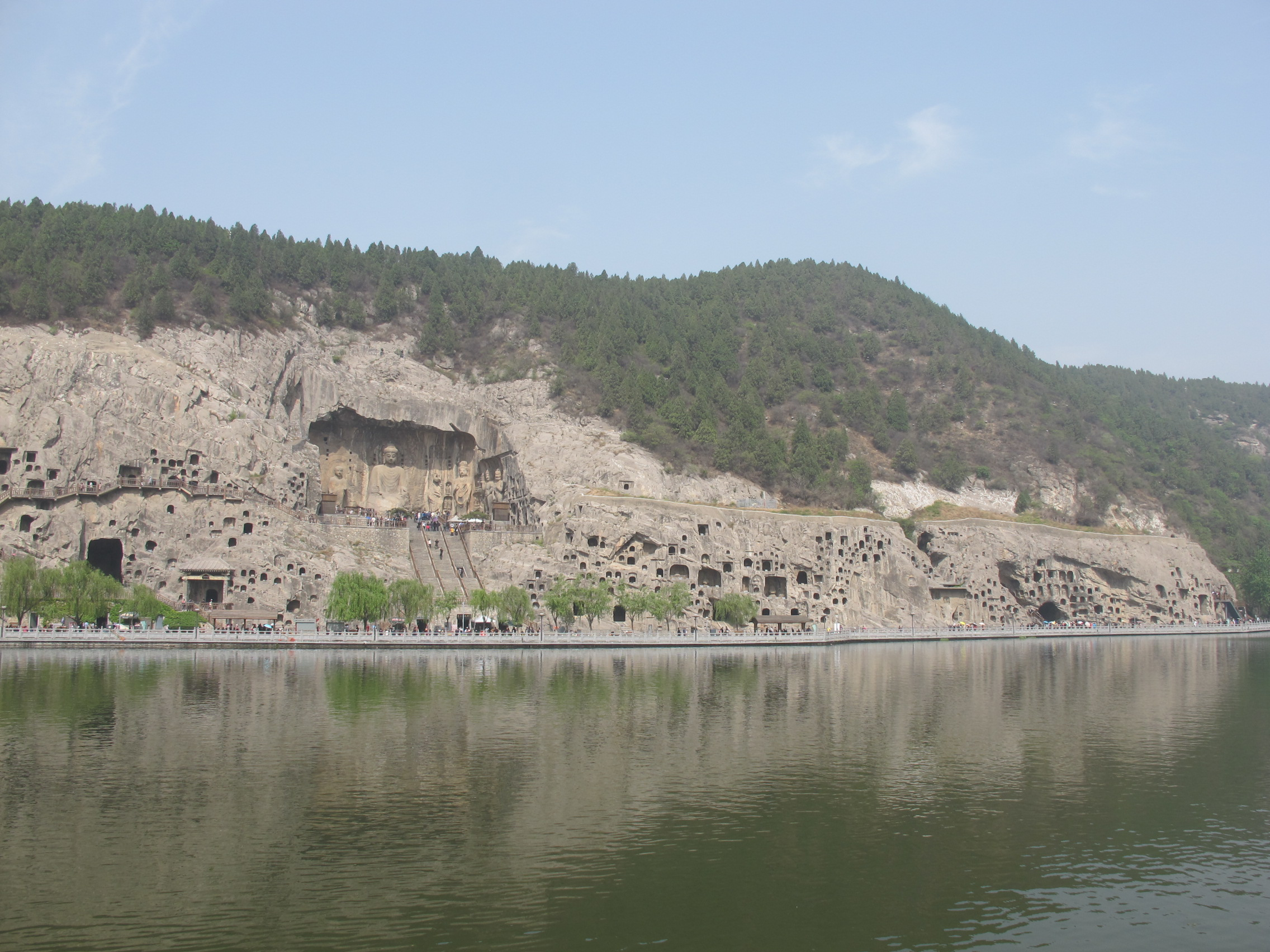
Grottes de Longmen et Bouddha sculpté, vue depuis la rivière Yi, Luoyang, Henan, Chine. Date photo: 24 avril 2013.

## Patrimoine historique
Son bassin est un important site archéologique. Sur un kilomètre environ, elle serpente entre les Grottes de Longmen, inscrites sur le liste du patrimoine mondial de l'UNESCO depuis novembre 2000. Ces  grottes figurent parmi les plus importants sites d'art sculptural de la Chine impériale.
Parmi les milliers d'édifices bouddhiques que compte la vallée, il y a le stūpa érigé en l'honneur du moine Vajrabodhi, en 743.